# محمد المحاسنة
محمد جاسم المحاسنة لاعب كرة قدم سعودي، يلعب حارس مرمى حاليا مع نادي الاتحاد السعودي.
بدأ في نادي مضر و انتقل للفئات السنية في النادي الأهلي و بعدها كانت له تجربة احترافية مع نادي فاتيما البرتغالي .